# Teimuras Apchasawa
Teimuras Apchasawa (georgisch თეიმურაზ აფხაზავა; * 21. April 1955 in Kutaissi) ist ein georgischer Ringer. Apchasawa, der von Beruf Lehrer ist, war 1982 und 1983 Weltmeister, 1984 wurde er Europameister.

## Leben
Apchasawa wuchs in Kutaissi auf. Im Alter von elf Jahren begann er dort an einer Ringerschule mit dem Ringen. 1974 wurde er sowjetischer Juniorenmeister im griechisch-römischen Stil im Mittelgewicht. Seinen internationalen Einstand gab er bei den Junioren-Europameisterschaften des gleichen Jahres im schwedischen Haparanda. Dort wurde er Vizeeuropameister. Ein Jahr später wurde er in Chaskowo sogar Junioren-Weltmeister. Wegen der harten Konkurrenz in der Sowjetunion dauerte es bis 1979, ehe er bei den Senioren erstmals bei einer internationalen Meisterschaft eingesetzt wurde. Bei den Europameisterschaften in Bukarest kam er zunächst zu vier Siegen, unterlag aber dann dem erfahreneren Jan Dolgowicz aus Polen und Ion Draica aus Rumänien und belegte den 3. Platz.
In den nächsten Jahren kam er zu keinen internationalen Einsätzen mehr, weil er in der UdSSR von dem Spätstarter Gennadi Korban verdrängt wurde. Bestens vorbereitet erschien er erst wieder bei den Weltmeisterschaften 1982 in Kattowitz. Der Gewinn des Weltmeister-Titels war der Lohn dafür. Im Finale besiegte er diesmal den starken Ion Draica.
1983 verteidigte er in Kiew seinen WM-Titel. Andrzej Malina aus Polen, Ion Draica und der schwedische Neuling Leonard Lundell lieferten ihm zwar harte Kämpfe, konnten aber nicht verhindern, dass Apchasawa siegte.
1984 wurde er im schwedischen Jönköping auch erstmals Europameister. Es war sein dritter Erfolg bei einer internationalen Meisterschaft in Folge. Nach diesen überzeugenden Leistungen galt Apchasawa auch als Favorit bei den Olympischen Spielen 1984 in Los Angeles. Dass er wegen des Olympiaboykotts der sozialistischen Staaten dort nicht starten konnte, war für ihn bitter.
1985 wurde er bei keinen internationalen Meisterschaften eingesetzt. Bei den Europameisterschaften 1986 in Athen war er noch einmal dabei, unterlag gegen Tibor Komáromi aus Ungarn, gewann aber den Kampf um die Bronzemedaille gegen Angel Bontschew aus Bulgarien.
Seit dem Ende seiner Ringerlaufbahn ist Apchasawa Lehrer in Kutaissi.
Die Ergebnisse der internationalen Meisterschaften und einiger anderer Turniere, an denen er teilnahm, sind im folgenden Abschnitt nachzulesen.

## Internationale Platzierungen
(WM = Weltmeisterschaft, EM = Europameisterschaft, GR = griech.-römischer Stil, Mi = Mittelgewicht, damals bis 82 kg Körpergewicht)
- 1973, 1. Platz, Jugend-Wettkampf der Freundschaft in Suhl, GR, bis 70 kg Körpergewicht, vor Zlatan Bratanow, Bulgarien u. Josef Zukowski, Polen;

- 1974, 2. Platz, Junioren-EM in Haparanda, GR, We, hinter Janko Schopow, Bulgarien und vor Victor Prentiu, Rumänien;

- 1975, 1. Platz, Junioren-WM in Haskovo, GR, We, vor Dumanow, Bulgarien und Sankacli, Türkei u. Jarmo Övermark, Finnland;

- 1979, 2. Platz, Großer Preis der Bundesrepublik Deutschland in Aschaffenburg, GR, Mi, hinter Ion Draica, Rumänien u. vor Jan Dolgowicz, Polen, Kurt Spaniol, BRD u. Kolo Bazakow, Bulgarien;

- 1979, 3. Platz, EM in Bukarest, GR, Mi, mit Siegen über Frits Ruyters, Niederlande, Mauro Dallalpi, Italien, Iwan Kolew, Bulgarien und Ömer Suzan, Türkei und einer Niederlage gegen Jan Dolgowicz; im Kampf Apchasawa gegen Ion Draica, wurden beide Ringer wegen Passivität disqualifiziert;

- 1981, 2. Platz, Turnier in Västerås, GR, Mi, hinter Dolgowicz und vor Kurt Spaniol,  Leif Andersson, Schweden und Sören Claesson, Schweden;

- 1981, 2. Platz, World-University-Games in Bukarest, GR, Mi, hi. Ion Draica und vor Jewgeni Stamow, Bulgarien, Thomas Press, USA, Bogdan Merkiel, Polen und Karoly Kopas, Jugoslawien;

- 1982, 1. Platz, Großer Preis der BRD in Freiburg im Breisgau, GR, Mi, vor Kurt Spaniol, BRD, Jan Dolgowicz, Siegfried Seibold, BRD u. Momir Petković, Jugoslawien;

- 1982, 1. Platz, WM in Kattowitz, GR, Mi, vor Ion Draica, Jan Dolgowicz, Momir Petković, Jugoslawien, Adrian Berg van Linde, Schweden und Jarmo Övermark, Finnland;

- 1983, 1. Platz, WM in Kiew, GR, Mi, vor Leonard Lundell, Schweden, Övermark, Draica, Andrzej Malina, Polen und Siegfried Seibold, BR Deutschland;

- 1984, 1. Platz, EM in Jönköping, GR, Mi, mit Siegen über Georg Marchl, Österreich, Károly Korpás, Ungarn, Sören Claesson, Övermark, Dimitrios Thanopoulos, Griechenland und Angel Bontschew, Bulgarien;

- 1985, 1. Platz, Großer Preis der BR Deutschland in Aschaffenburg, GR, Mi, vor Hans-Hermann Strauß, BR Deutschland, Bogdan Daras, Polen, Sorin Herțea, Rumänien und Georg Marchl;

- 1985, 1. Platz, World-Cup-Turnier in Lund/Schweden, GR, Mi, vor Chris Catalfo, USA und Magnus Fredriksson, Schweden;

- 1986, 1. Platz, Großer Preis der BR Deutschland in Freiburg im Breisgau, GR, Mi, vor Siegfried Seibold, Bogdan Daras, Roger Gössner, BR Deutschland und Magnus Fredriksson;

- 1986, 3. Platz, EM in Athen, Gr, Mi, hinter Tibor Komáromi, Ungarn und Bogdan Daras und vor Bontschew, Sorin Herțea und Ernesto Razzino, Italien